# Soušice
Soušice je malá vesnice, část obce Tichonice v okrese Benešov. Nachází se asi 1,5 km na jihovýchod od Tichonic. V roce 2009 zde bylo evidováno 42 adres. Soušice je také název katastrálního území o rozloze 2,72 km². V katastrálním území Soušice leží i Kácovská Lhota.

## Historie
První písemná zmínka o vesnici pochází z roku 1395.